# Sedgley
Sedgley ist eine Kleinstadt und Ward im Norden des Metropolitan Borough of Dudley, in den West Midlands, England. Die Einwohnerzahl wird für 2019 auf 12.004 geschätzt.
Historisch gesehen gehört Sedgley zu Staffordshire, liegt an der A459 zwischen Wolverhampton und Dudley und war früher Sitz eines alten Herrenhauses, das mehrere kleinere Dörfer umfasste, darunter Gornal, Gospel End, Woodsetton, Ettingshall, Coseley und Brierley (heute Bradley). Im Jahr 1894 wurde das Gut aufgeteilt, um die Urban Districts Sedgley und Coseley zu schaffen, deren Großteil später im Jahr 1966 im Dudley County Borough aufgegangen ist.
Der größte Teil von Sedgley ging 1966 im erweiterten County Borough Dudley auf, einige Teile wurden nach Seisdon und Wolverhampton eingemeindet. Seit 1974 ist Sedgley Teil des Metropolitan Borough of Dudley.

## Geschichte
Der Ortsname Sedgley wurde erstmals 985 in einer Urkunde von König Æthelred erwähnt, als er die Grenze zu Wolverhampton beschrieb. Der ursprüngliche alte englische Ortsname war „Secg's lēah“ - Secg ist ein Personenname (bedeutet schwerttragender Mann oder Krieger) und lēah bedeutet Wald, Lichtung oder Waldlichtung. Sedgley wurde auch im Domesday Book erwähnt, als ein Anwesen im Besitz von William Fitz-Ansculf, Lord of Dudley.
Ursprünglich war das Dorf im Mittelalter von Bauerndörfern geprägt. Mit der Ausbeutung natürlicher Ressourcen wie Kohle und Kalkstein wurde es industrialisiert und produzierte im 18. Jahrhundert Güter wie Eisen und Ziegel.
Zu Beginn des 20. Jahrhunderts expandierte Sedgley schnell, teilweise als Reaktion auf die Entwicklung der nahegelegenen Baggeridge Colliery, trotz der Erschöpfung der Rohstoffe und eines allgemeinen Rückgangs der Industrie. Als die Industrie weiter zurückging, wurde ein Großteil des Gebiets neu bebaut, wobei jetzt Wohnvororte über die Landschaft dominieren.
Viele Gebäude aus der Zeit vor 1900 sind in Sedgley bis heute erhalten. Dazu gehören die Queen Victoria Primary School (1897), die All Saints’ Church (1805) und das Gerichtsgebäude aus dem frühen 19. Jahrhundert, das heute als Gasthaus genutzt wird.